# Marienburg (Schiff, 1894)
Die Marienburg war der erste von zwei Ergänzungsbauten für den Südamerika-Dienst der Deutschen Dampfschiffahrts-Gesellschaft „Hansa“, die von der Flensburger Schiffbau-Gesellschaft 1894 geliefert wurden. Die Werft hatte auch drei Schiffe der vorangehenden Wartburg-Klasse gebaut.
Die Marienburg wurde 1904 von der DDG „Hansa“ ausgesondert und mit ihrem Schwesterschiff Harzburg an die Reederei F. Laeisz in Hamburg für den Dienst bei der Deutschen Levante-Linie (DLL) verkauft.
Umbenannt in Kybros blieb das Schiff bis 1919 im Dienst der DLL, da es sich bei Kriegsbeginn in der Heimat befand. Das relativ alte Schiff wurde nur formell ausgeliefert. 

Im August 1921 kaufte die Hamburger Reederei M. Sloman jr. das Schiff und brachte es als Almeria wieder in Fahrt. 1925 erfolgte der Weiterverkauf nach Italien, wo es bis zum Abbruch 1933 als Fedelta eingesetzt wurde.

## Baugeschichte
Mit den sechs zwischen 1889 und 1891 gelieferten Schiffen der Wartburg-Klasse hatte die DDG „Hansa“ einen Liniendienst zum Río de la Plata aufgenommen.  Der Erfolg dieser Linie führte schon 1892 zur Bestellung von zwei zusätzlichen Schiffen für diesen Dienst bei der Flensburger Schiffbau-Gesellschaft. Auch diese Schiffe waren für den Fall eines Maschinenausfalls als Barkentine getakelt und nur geringfügig größer als die zuvor gelieferten Schiffe der Wartburg-Klasse.
Die am 12. Dezember 1893 vom Stapel gelaufene Marienburg, das Typschiff der Serie, war 88,74 m lang und 12,15 m breit. Eine von der Bauwerft gelieferte Dreifach-Expansionsmaschine lieferte 1200 PSi und gab dem Schiff eine Geschwindigkeit von 10 kn. 

Die mit 2296 BRT vermessene Marienburg wurde am 18. Dezember 1894 an die DDG „Hansa“ abgeliefert. Das Schwesterschiff Harzburg folgte Anfang März.

## Einsatzgeschichte
Die Marienburg und ihr Schwesterschiff blieben fast zehn Jahre auf ihrer Stammstrecke im Einsatz. Anfang 1904 wurden beide Schiffe an die Hamburger Reederei F. Laeisz verkauft, die sie der Deutschen Levante-Linie zur Verfügung stellte und sie am 19. Januar 1906 an die DLL verkaufte.
Beide Schiffe waren nach ihrem Verkauf in Kybros und Naxos umbenannt. Als Kybros der DLL befand sich die ehemalige Marienburg bei Ausbruch des Ersten Weltkriegs in der Heimat, wo sie als Erz- und Kohlentransporter genutzt wurde. Auch nach Kriegsschluss verblieb das Schiff in Deutschland und wurde nur formell ausgeliefert.

Am 4. August 1921 kaufte die Hamburger Reederei Rob. M. Sloman jr. die Kybros und brachte sie als Almeria wieder in Fahrt.
Am 3. August 1925 wurde das Schiff nach Italien verkauft und war dort bis zum Abbruch im September 1933 als Fidelta mit Heimathafen Genua in Fahrt.

### Das SchwesterschiffHarzburg
Der zweite Ergänzungsbauten für den Südamerika-Dienst der DDG „Hansa“ entstand unter der Baunummer 144 ebenfalls bei der Flensburger Schiffbau-Gesellschaft. Als Harzburg am 12. Dezember 1893 vom Stapel gelaufen, kam sie am 18. Januar 1894 in den Dienst der Reederei. Beim Verkauf 1904 wurde sie in Naxos umbenannt. Beim Kriegsausbruch 1914 suchte sie in Lissabon Zuflucht.

Nach der Beschlagnahme durch die portugiesische Regierung kam die ehemalige Harzburg als Aveiro in den Dienst der staatlichen Reederei Transportes Maritimos do Estado. Am 10. April 1918 wurde das Frachtschiff im Ionischen Meer durch  UB 53 auf  36° 24' N, 18° 06' O torpediert und versenkt.